# Stephen Joseph Donahue
Stephen Joseph Donahue (* 10. Dezember 1893 in New York City, USA; † 17. August 1982) war Weihbischof in New York.

## Leben
Stephen Joseph Donahue empfing am 25. Mai 1918 das Sakrament der Priesterweihe.
Am 5. März 1934 ernannte ihn Papst Pius XI. zum Titularbischof von Medea und zum Weihbischof in New York. Der Erzbischof von New York, Patrick Joseph Kardinal Hayes, spendete ihm am 1. Mai desselben Jahres die Bischofsweihe; Mitkonsekratoren waren der Koadjutorerzbischof von San Francisco, John Joseph Mitty, und der Bischof von Rochester, Edward Aloysius Mooney.
Am 3. Mai 1972 nahm Papst Paul VI. das von Stephen Joseph Donahue aus Altersgründen vorgebrachte Rücktrittsgesuch an.